# Hager (Film)

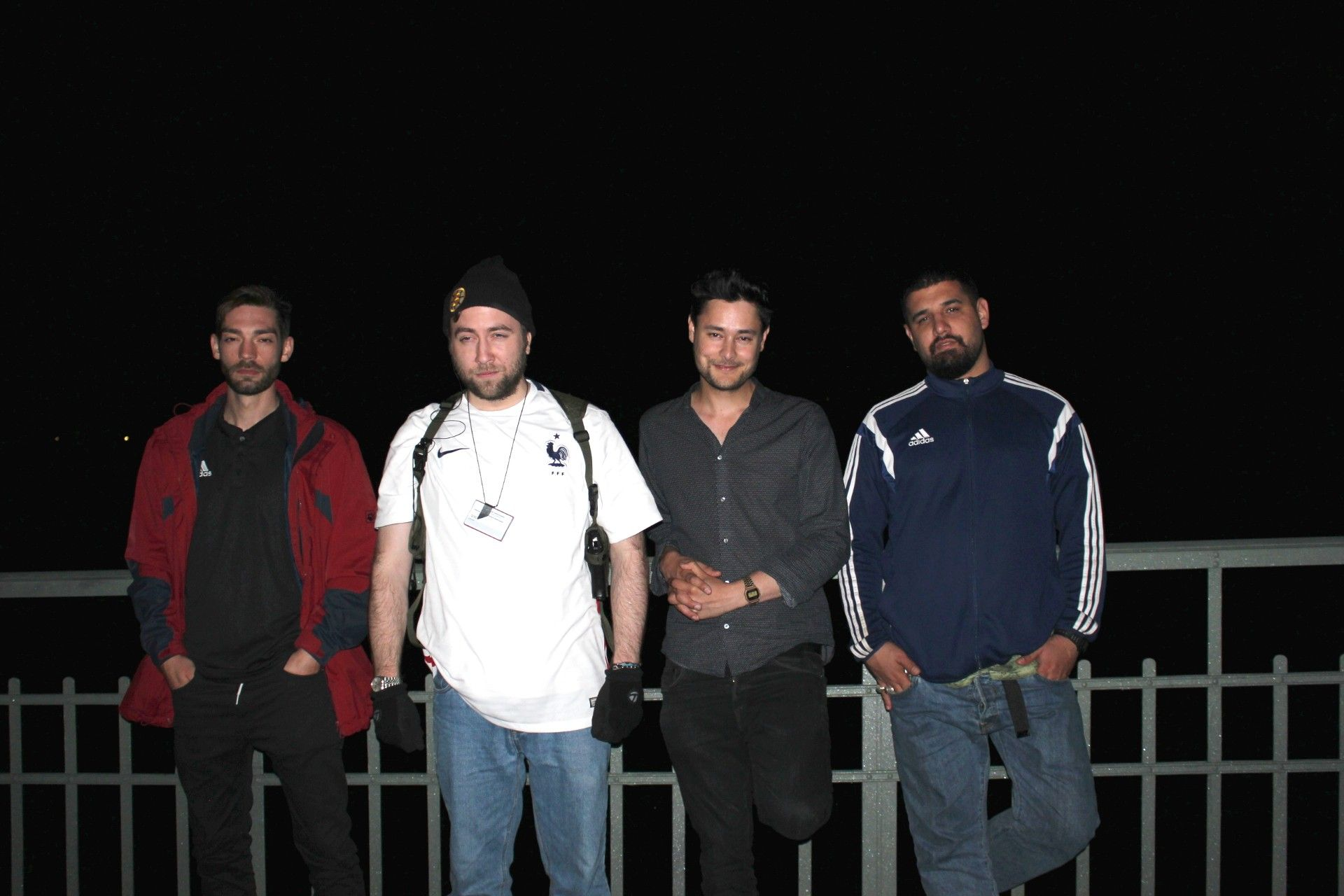
Cris Kotzen, H.k. DeWitt, Kevin Kopacka & Iman Reza bei den Dreharbeiten zu HAGER (2017)

Hager ist ein deutscher Mystery-Thriller von Kevin Kopacka aus dem Jahr 2020. Zentrale Figur ist der verdeckte Ermittler Till Hager, der einer neuen psychedelischen Droge nachgehen muss, die angeblich Visionen aus der Hölle auslöst.

## Handlung
Eine neue Droge ist im Umlauf. Abaddon – kurz ABD genannt – soll Gerüchten zufolge Höllenvisionen auslösen und in die dunkelsten Ecken der eigenen Psyche führen.
Zivilpolizist Till Hager wird beauftragt nach der Droge und ihrem Ursprung zu fahnden. Trotz beruflichem Erfolg und einer langjährigen Beziehung ist Till mit seinem Dasein unzufrieden. Er führt ein Doppelleben, in das er sich zunehmend verstrickt. Hinter dem Rücken seiner Freundin Sara Weidel führt er heimlich eine Affäre. Das Verhältnis zu seiner Familie ist ambivalent, lediglich mit seiner Schwester Maria pflegt er regelmäßigen Kontakt. Das mysteriöse Verschwinden seines Arbeitskollegen Julius Schweitzer löst schließlich die Auseinandersetzung mit seiner verdrängten Familiengeschichte aus. Dabei verschmelzen Privates und Berufliches zu einer undurchsichtigen Masse, aus der sich Till nicht mehr befreien kann.

## Themen
Hager bezieht sich thematisch auf Die Göttliche Komödie von Dante Alighieri. Zusätzlich behandelt der Film Themen wie subjektive Realitätswahrnehmung, sowie die Idee der Hölle und die Folgen von Suizid.

## Hintergrund
2015 stellte der österreichische Regisseur Kevin Kopacka seinen Kurzfilm Hades fertig, der ungeplant zum Beginn einer Trilogie werden sollte. Die Fortsetzung Tlmea setzte dem Vorgänger eine nicht weniger verschachtelte, aber deutlich kühlere Thriller-Erzählung entgegen. Die offenen Verknüpfungen von Hades und Tlmea, sowie die Novelle Boogaard & Cobain von H. K. DeWitt inspirierten den dritten Teil der Erzählung Hager. Die Geschichte um den titelgebenden verdeckten Ermittler wurde das Bindestück und der Kern der Trilogie, die schließlich nach einem insgesamt fünfjährigen Prozess in einem abgeschlossenen Spielfilm endete. Der Film wurde über die Produktionsfirma Crossbones GmbH herausgebracht.

## Kritik
„Hager ist klitzeklein und doch so engagiert, begabt und in vielerlei Hinsicht schon so kompetent, da können sich einige etablierte Einheitsbrei-Söldner eine dicke Scheibe von abschneiden.“ schrieb Jacko Kunze für Moviebreak.
„Insbesondere überzeugen die Ästhetik des Films und sein verstörender Soundtrack. So ist Hager ein 80-minütiger Horrortrip, der das Publikum in seinen Bann zieht.“ schrieb Bernd Leiendecker für mindfuck-film.de.
„Der Schwerpunkt liegt auf der Atmosphäre und den irren Bildern, die von knalligen Farben und Verfremdungen leben. Das ist tatsächlich sehenswert und zeigt, wie sich mit wenigen Mitteln ein schöner kleiner Albtraum erzeugen lässt, der als surrealer Trip verwirrt, manchmal verstört.“ schrieb Oliver Armknecht für film-rezensionen.de.